# ديف مور (لاعب كرة قدم أمريكية)
ديف مور (بالإنجليزية: Dave Moore)‏ هو لاعب كرة قدم أمريكية أمريكي، ولد في 11 نوفمبر 1969 في موريستاون في الولايات المتحدة.

## وصلات خارجية
- ديف مور على موقع مرجع كرة القدم المحترفة.كوم (الإنجليزية)